# Растиште
Растиште је насеље у Србији у општини Бајина Башта у Златиборском округу. Према попису из 2022. било је 237 становника.
Овде се налазе Стара црква у Растишту, Црква Покрова Пресвете Богородице у Растишту, Клисура Алушког потока и Локалитет Мраморје на потесима Гајеви и Урошевине.
Адам Илић је још 1930-тих направио хидроелектрану и стругару у селу.

## Демографија
У насељу Растиште живи 232 пунолетних становника, а просечна старост становништва износи 59,27 година (57,09 код мушкараца и 61,88 код жена). У насељу има 128 домаћинстава, а просечан број чланова по домаћинству је 1,85.
Ово насеље је великим делом насељено Србима (према попису из 2002. године), а у последња четири пописа, примећен је пад у броју становника.
|  |

| Демографија | Демографија | Демографија |
| Година      | Становника  | Становника  |
| ----------- | ----------- | ----------- |
| 1948.       | 1.459       |             |
| 1953.       | 1.477       |             |
| 1961.       | 1.483       |             |
| 1971.       | 868         |             |
| 1981.       | 896         |             |
| 1991.       | 517         | 511         |
| 2002.       | 473         | 482         |
| 2011.       | 308         |             |
| 2022.       | 237         |             |

| Етнички састав према попису из 2002.‍ | Етнички састав према попису из 2002.‍ | Етнички састав према попису из 2002.‍ | Етнички састав према попису из 2002.‍ | Етнички састав према попису из 2002.‍ |
| ------------------------------------ | ------------------------------------ | ------------------------------------ | ------------------------------------ | ------------------------------------ |
|                                      |                                      |                                      |                                      |                                      |
| Срби                                 | Срби                                 |                                      | 463                                  | 97,88%                               |
| Црногорци                            | Црногорци                            |                                      | 3                                    | 0,63%                                |
| Југословени                          | Југословени                          |                                      | 3                                    | 0,63%                                |
| Хрвати                               | Хрвати                               |                                      | 1                                    | 0,21%                                |
| Македонци                            | Македонци                            |                                      | 1                                    | 0,21%                                |
| непознато                            | непознато                            |                                      | 0                                    | 0,0%                                 |

| Година пописа     | 1948. | 1953. | 1961. | 1971. | 1981. | 1991. | 2002. |
| ----------------- | ----- | ----- | ----- | ----- | ----- | ----- | ----- |
| Број домаћинстава | 260   | 274   | 396   | 203   | 250   | 169   | 188   |

| Број чланова      | 1  | 2  | 3  | 4  | 5 | 6  | 7 | 8 | 9 | 10 и више | Просек |
| ----------------- | -- | -- | -- | -- | - | -- | - | - | - | --------- | ------ |
| Број домаћинстава | 54 | 67 | 26 | 19 | 7 | 12 | 1 | 1 | 1 | 0         | 2,52   |

| Пол    | Укупно | Неожењен/Неудата | Ожењен/Удата | Удовац/Удовица | Разведен/Разведена | Непознато |
| ------ | ------ | ---------------- | ------------ | -------------- | ------------------ | --------- |
| Мушки  | 206    | 59               | 127          | 16             | 4                  | 0         |
| Женски | 208    | 27               | 125          | 46             | 10                 | 0         |
| УКУПНО | 414    | 86               | 252          | 62             | 14                 | 0         |

| Пол    | Укупно                    | Пољопривреда, лов и шумарство | Рибарство                            | Вађење руде и камена | Прерађивачка индустрија       |
| ------ | ------------------------- | ----------------------------- | ------------------------------------ | -------------------- | ----------------------------- |
| Мушки  | 103                       | 33                            | 2                                    | 0                    | 7                             |
| Женски | 44                        | 20                            | 0                                    | 0                    | 5                             |
| УКУПНО | 147                       | 53                            | 2                                    | 0                    | 12                            |
| Пол    | Производња и снабдевање   | Грађевинарство                | Трговина                             | Хотели и ресторани   | Саобраћај, складиштење и везе |
| Мушки  | 3                         | 13                            | 3                                    | 8                    | 3                             |
| Женски | 0                         | 2                             | 2                                    | 8                    | 1                             |
| УКУПНО | 3                         | 15                            | 5                                    | 16                   | 4                             |
| Пол    | Финансијско посредовање   | Некретнине                    | Државна управа и одбрана             | Образовање           | Здравствени и социјални рад   |
| Мушки  | 0                         | 2                             | 3                                    | 1                    | 1                             |
| Женски | 0                         | 1                             | 0                                    | 1                    | 0                             |
| УКУПНО | 0                         | 3                             | 3                                    | 2                    | 1                             |
| Пол    | Остале услужне активности | Приватна домаћинства          | Екстериторијалне организације и тела | Непознато            | Непознато                     |
| Мушки  | 19                        | 0                             | 0                                    | 5                    | 5                             |
| Женски | 2                         | 0                             | 0                                    | 2                    | 2                             |
| УКУПНО | 21                        | 0                             | 0                                    | 7                    | 7                             |